# Anficlo
Nella mitologia greca, Anficlo (in greco antico: Ἄμφικλος) è un guerriero troiano che Omero menziona nel libro XVI dell'Iliade, senza tuttavia fornire altre informazioni sul suo conto. La sua morte è accuratamente descritta dal poeta con dovizia di particolari cruenti.

## Il mito

### Origini
In quanto troiano (non ci è dato sapere se altrimenti si fosse trattato di un alleato dell'Asia Minore, come sarebbe ipotizzabile), Anficlo partecipò al conflitto, schierandosi nel partito antiacheo e offrendosi per la difesa della patria al costo della vita.

### Morte
Nella mischia che seguì all'arrivo di Patroclo in battaglia, Anficlo tentò di trafiggere con la sua arma Mege, sovrano di Dulichio; mentre il troiano gli si avventava contro, Mege, attento, prevenne il suo attacco e reagì conficcandogli la lancia nella coscia, nel punto in cui è più grande il muscolo umano. La punta dell'asta stracciò muscoli e tendini, sicché Anficlo, abbandonato agonizzante sul suolo, morì dissanguato dopo pochi minuti e la sua ombra scivolò nell'Ade.